# Priscila Pérez
Priscila Eritzel Pérez Borja (* 5. Januar 1992 in Irapuato, Guanajuato) ist eine mexikanische Fußballschiedsrichterin.
Pérez leitet seit mindestens der Saison 2018/19 Spiele in der Liga MX Femenil, der höchsten mexikanischen Frauenliga, und hatte in dieser bislang über 170 Einsätze. Darüber hinaus pfeift sie Spiele in der Liga Premier, der dritten mexikanischen Herrenliga.
Seit 2019 steht Pérez auf der Liste der FIFA-Schiedsrichter und leitet internationale Fußballpartien. Sie wurde als Unterstützungsschiedsrichterin beim CONCACAF W Gold Cup 2024 in den Vereinigten Staaten eingesetzt.
Ihre ältere Schwester Diana Pérez (* 1989) ist ebenfalls internationale FIFA-Schiedsrichterin.